# ウェブ・シーモア (第10代サマセット公爵)
第10代サマセット公爵ウェブ・シーモア（英語: Webb Seymour, 10th Duke of Somerset、1718年12月3日 - 1793年12月15日）は、イングランド貴族。

## 生涯
エドワード・シーモア（後の第8代サマセット公爵）とメアリー・ウェブの次男として、1718年12月3日に生まれ、翌日に洗礼を受けた。
1769年末、メアリー・アン・ボンネル/アンナ・マリア・ボンネル（1802年7月23日没、ジョン・ボンネル（John Bonnell）の娘）と結婚した。
- エドワード（英語版）（1775年 – 1855年） - 第11代サマセット公爵
- ジョン・ウェブ（英語版）（1777年 – 1819年） - 王立協会フェロー、生涯未婚

1792年1月2日に兄エドワードが死去すると爵位を継承した。
1793年12月15日に死去、長男エドワードが爵位を継承した。